# Empis optabilis
Empis optabilis är en tvåvingeart som beskrevs av Collin 1933. Empis optabilis ingår i släktet Empis och familjen dansflugor. Inga underarter finns listade i Catalogue of Life.